# BSD-демон
```

                ,        ,         
               /(        )`        
               \ \___   / |        
               /- 
_
  `-/  '        
              (
/\/ \
 \   /\        
              
/ /   |
 `    \       
              
O O
   
)
 /    |       
              
`-^--'
`<     '       
             (_.)  _  )   /        
              `.___/`    /         
                `-----' /          

   <----.
     __ / __   \          

   <----|====
O)))
==
) \) /
====
      

   <----'
    `--' `.__,' \         
                |        |         
                 \       /       /\

            ______
( (_  / \______/
 

          ,'  ,-----'   |          
          `--
{__________)          
```

Бісті, виконаний в ANSI-графіці
BSD-демон — це талісман операційних систем BSD, названий так на честь програм-демонів (daemons), що відіграють важливу роль в Unix-сумісних операційних системах. Він являє собою зображення чортеняти, але не страшного, а, швидше, комічного. Зазвичай він зображується з тризубом, що символізує системний виклик «fork», який активно використовується програмами-демонами.
Хоча правильна назва талісману — просто «BSD-демон», його часто називають «бісті». «Бісті» за звучанням нагадує BSD (англійською BSD вимовляється як «бі-ес-ді»). При цьому англ. beastie є зменшувальною формою від англ. beast (останнє вимовляється як «біст», а перекладається як «звір», причому при написанні з визначеним артиклем і з великої букви співвідноситься з біблійним звіром, що згадується в Апокаліпсисі, або Антихристом). Так що бісті можна було б перекласти як «звірятко» (маючи на увазі біблійного звіра) або «антихристик».
Демон BSD вперше був намальований Філом Фольо (Phil Foglio) у 1976 році, а в 1988 вперше з'явився на обкладинці книги. Авторські права на BSD-демона належать Маршаллу Кірку МакКузіку (Marshall Kirk McKusick).
Під FreeBSD версії 5.x зображення BSD-демона, виконане за допомогою псевдографіки з'являється в меню завантаження. Його кольоровий варіант також використовується як скрінсейвер — daemon_saver. У пізніших версіях, у зв'язку з розробкою нового логотипу, зображення в меню завантаження замінено просто на напис «FreeBSD», проте можна відновити й стару поведінку системи, додавши у файл /boot/loader.conf рядок loader_logo="beastie" (для відображення кольорового логотипу), або loader_logo="beastiebw" (для чорно-білого).